# Мачинга (округ)
Мачинга (англ. Machinga) — округ в Южном регионе Малави. По состоянию на 2009 год население округа составляло 366 000 человек. Площадь территории составляет 3771 км². Административный центр — город Мачинга.

## География
На востоке округ граничит с Мозамбиком. Основным источником воды является река Шире.

## Экономика
Основа экономика составляет выращивание кукурузы, табака, риса и арахиса, а также рыболовство на озёрах Чилва и Чиута.
Уровень заражения ВИЧ составляет 14,2 %.